# Estádio Félix Houphouët-Boigny
O Estádio Félix Houphouët-Boigny (em francês: Stade Félix Houphouët-Boigny), anteriormente conhecido como Estádio Géo André (em francês: Stade Geo André), é um estádio multiuso localizado na cidade de Abidjã, capital da Costa do Marfim. Inaugurado em 1952, é a casa onde o ASEC Mimoses, um dos maiores clubes do país, manda seus jogos oficiais por competições nacionais e continentais. Esporadicamente, a Seleção Marfinense de Futebol também manda por ali partidas amistosas e oficiais. Sua capacidade máxima é de 30 000 espectadores.

## Homenagens
Popularmente conhecido como Le Felicia (em português: A Felicia), originalmente o nome do estádio rendia homenagem à Geo André (1889–1943), atleta olímpico francês medalhista de prata no salto em altura nos Jogos Olímpicos de Londres em 1908 e medalhista de bronze nos 400 metros com barreiras nos Jogos Olímpicos de Antuérpia em 1920. Após a conclusão da primeira reforma do estádio em 1964, o estádio foi rebatizado com sua denominação atual de modo a render homenagem à Félix Houphouët-Boigny (1905–1993), líder da independência da Costa do Marfim sob o domínio colonial francês e primeiro presidente do país entre 1960 a 1993.

## Histórico

### CHAN 2009
Em 2009, o estádio foi uma das sedes oficiais da primeira edição do Campeonato das Nações Africanas, novo torneio organizada pela Confederação Africana de Futebol (CAF) que passou a ser considerado a segunda competição entre seleções mais importante da África, logo atrás do Campeonato Africano das Nações, organizado pela CAF desde 1957, destacando-se deste último por exigir que as seleções participantes sejam formadas somente por jogadores que atuem em clubes de seus países de origem.

### CAN 2023
Recentemente, o estádio passou por uma remodelação completa para poder abrigar partidas do Campeonato Africano das Nações ocorrido no país em 2023. A construtora portuguesa Mota-Engil foi escolhida para coordenar os trabalhos de reforma do estádio, que iniciaram-se em abril de 2020 e foram concluídas em meados de 2023. A reinauguração do estádio ocorreu em 15 de outubro de 2023 através de amistoso disputado entre as seleções da Costa do Marfim e do Marrocos que terminou empatado em 1–1.